# 王智伟
王智伟（1988年7月18日—），山西阳泉人，中国男子射击運動員。

## 簡介
2003年，进入阳泉体校开始练习手枪慢射。2012年，王智伟代表中国出戰英國倫敦舉行的奥林匹克运动会射擊比賽男子50米手槍賽事，他在决赛中以658.6成绩，获得一块铜牌。2014年，第17届仁川亚运会上，王智伟与队友蒲琪峰、庞伟合作在男子50米手枪慢射资格赛暨团体决赛中夺得首金，并打破了该项目的亚运会纪录。随后男子50米手枪慢射个人项目上，他获得铜牌。2016年8月，里约奥运会男子50米手枪决赛中，他表现一般，最终名列第五。2017年8月28日，天津全运会射击比赛上，王智伟以227.9环的总成绩，蝉联了全运会男子50米手枪慢射项目的冠军。